# Elmetto M33

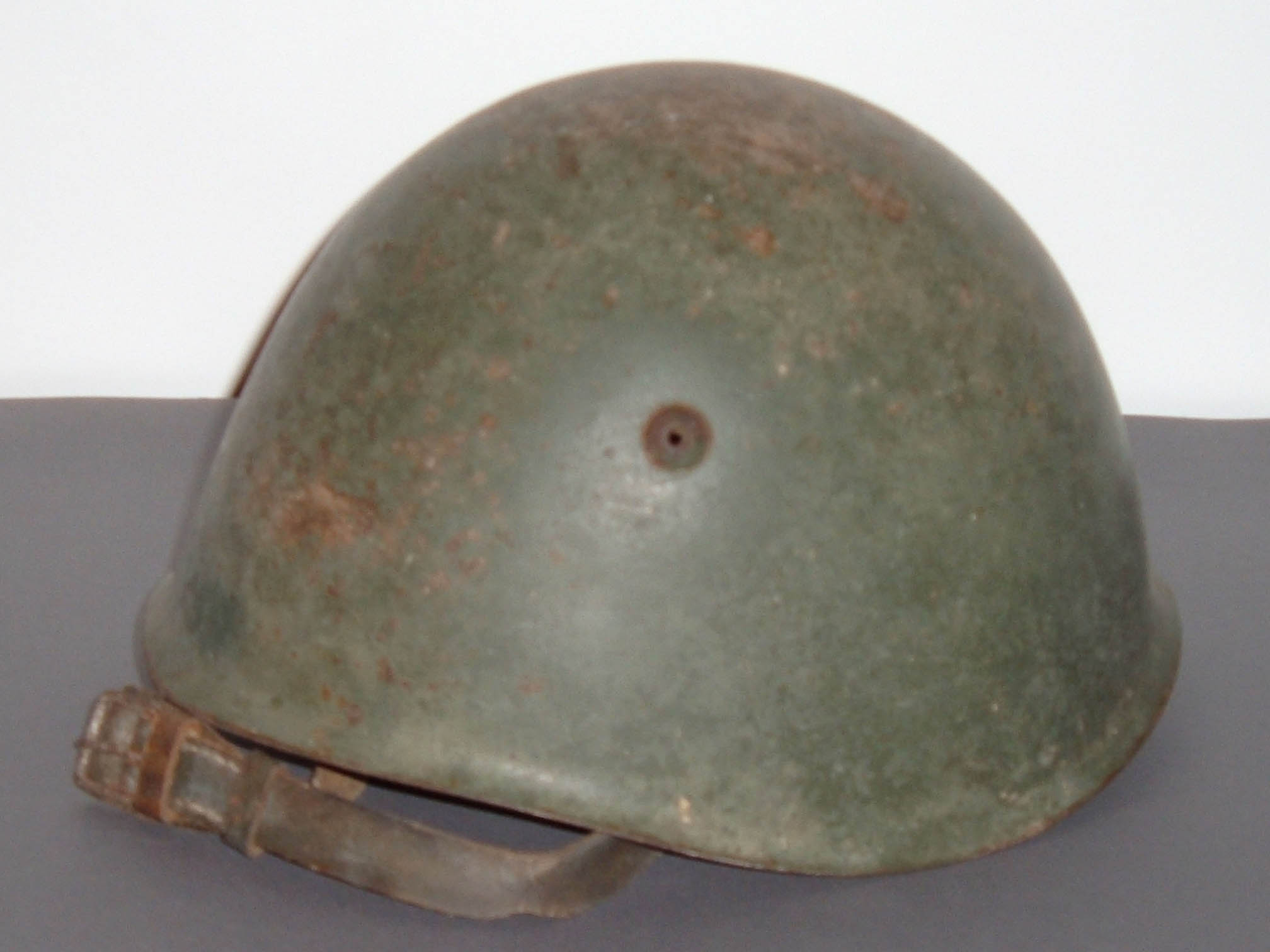
Italienischer Helm M33

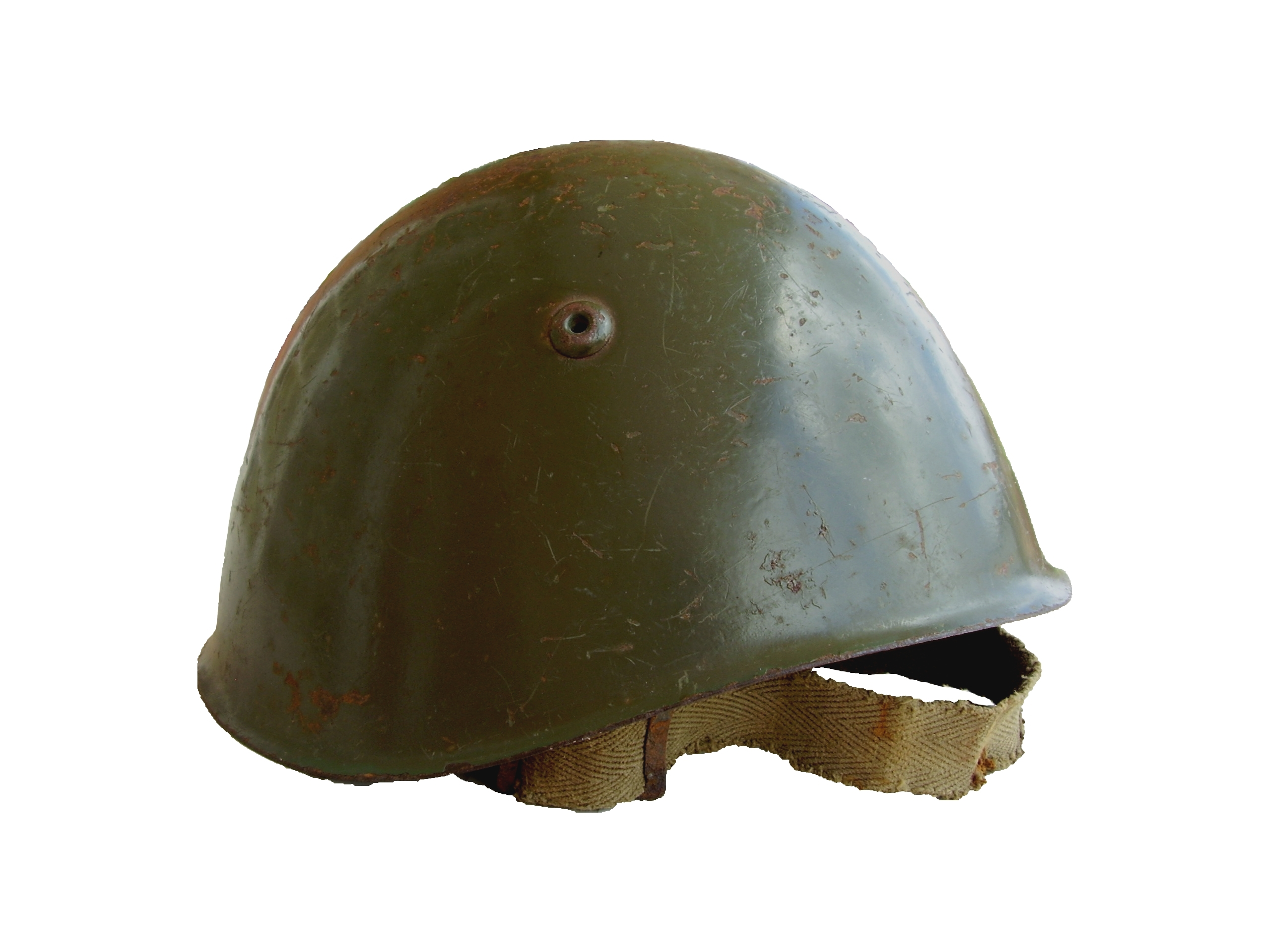
Italienischer Helm M33/47

Der Elmetto Mod. 33 ist ein Stahlhelm der italienischen Streitkräfte aus der Zeit des Zweiten Weltkriegs. Der Elmetto M33 wurde bis 1990 genutzt. In Griechenland wurde der Helm leicht verändert als M1934/39 verwendet.

## Geschichte und Hintergrund
Im Ersten Weltkrieg verwendete das italienische Heer den Adrian-Helm Mod. 16. Hierbei handelte es sich um einen umgeänderten Helm des französischen Mod.15 Helms. Das Mussolini-Regime führte ein Aufrüstungsprogramm durch. Teil dieses Programmes war die Schaffung eines eigenständigen nationalen Stahlhelms. Man wollte ähnlich wie die Deutschen oder die Briten einen eigenständigen Entwurf schaffen. Als Ziel wurde formuliert, dass der Helm einen deutlich besseren Schutz als der Adrian-Helm gewährleisten sollte. Der erste Entwurf war der Elmetto M31. Dieser Entwurf wurde als nicht zufriedenstellend beurteilt und durch den verbesserten Elmetto M33 abgelöst, der zum Standardhelm der italienischen Streitkräfte wurde. Der Helm wurde als gelungener Entwurf beurteilt, insgesamt konnte er zwar nicht die Qualitäten des deutschen Stahlhelms erreichen, im Vergleich mit dem alten Adrian-Helm galt er als deutliche Verbesserung. Der Helm war mit einem Gewicht von 1,2 kg recht leicht und galt als dreifach widerstandsfähiger als der alte Helm.